# Даниелян, Ашот (самбист)
Ашот Даниелян (род. 10 декабря 1984, Степанакерт) — армянский самбист и дзюдоист, призёр чемпионата Армении по дзюдо, серебряный призёр первенства мира по самбо, серебряный призёр Европейских игр по неолимпийским видам спорта по самбо, бронзовый призёр Всемирных игр ТАФИСА по самбо, победитель и призёр розыгрышей Кубка мира по самбо, призёр чемпионатов Европы по самбо, чемпион Европы по боевому самбо, чемпион и призёр чемпионатов мира по самбо, победитель и призёр международных турниров, Заслуженный мастер спорта Армении. Увлёкся борьбой в девять лет. Выступал во второй полусредней (до 74 кг) первой средней (до 82 кг) весовых категориях. Тренировался под руководством Эрнеста Мирзояна.

## Чемпионат Армении по дзюдо
- Чемпионат Армении по дзюдо 2011 года — .